# 白水乡 (万载县)
白水乡，是中华人民共和国江西省宜春市万载县下辖的一个乡镇级行政单位。

## 行政区划
白水乡下辖以下地区：
白水村、老山村、槽岭村、月形村、罗桥村、永新村和文义村。